# La Grange (ZZ Top)
La Grange is een single van ZZ Top. Het is afkomstig van hun album Tres hombres.
Het lied is geschreven door de bandleden zelf en gaat over een bordeel nabij La Grange in Texas. Dat bordeel, dat later Chicken Ranch werd genoemd, was later ook het onderwerp van het toneelstuk en de film The best little whorehouse in Texas, die laatste met Dolly Parton en Burt Reynolds. ZZ Top speelde het nummer pas in 2015 in La Grange zelf tijdens een concert tijdens de Fayette County Fair. Het lied werd onderdeel van een rechtszaak omdat delen, met name het ritme, terug te voeren zouden zijn op Boogie chillen' van John Lee Hooker en Shake your hips van Slim Harpo. De rechter vond echter dat ritme deel uitmaakt van het publieke domein, de uitgever van Boogie Chillen' viste achter het net.
Billy Gibbons (gitaar, zang), Dusty Hill (basgitaar) en Frank Beard (drums en enige zonder lange baard) konden flink wat auteursrechten bijschrijven. Ze hadden er zelf een bescheiden hitje mee, maar relatief veel artiesten hebben het nummer gecoverd, maar dan toch voornamelijk binnen de Amerikaanse markt. Onder de artiesten is Black Oak Arkansas wellicht nog bekend in Nederland en België. Als klankicoon van de jaren zeventig (binnen het genre) kwam het voorts voor in films en later computergames. Uiteraard ontbrak het lied niet in de film The Dukes of Hazzard. Naast covers, films en games kwamen ook auteursrechten binnen als gevolg van het feit dat een aantal Amerikaans worstelaars geïdentificeerd wilden worden met dit lied. Leden van ZZ Top speelden het daarbij ook weleens bij worstelwedstrijden en was het te horen tijdens de aflevering Poor and Stupid van South Park.

## Hitnotering
Een grote hit was het niet. Een eerste uitgave strandde voordat het de hitparades kon bereiken. Het kwam bij een tweede uitgave niet verder dan plaats 41 in de Billboard Hot 100, In Canada niet verder dan plaats 34 (van 100) en Australië, plaats 21. In Europa was ZZ Top destijds alleen bekend bij de "fijnproevers". Het grote publiek leerde ZZ Top pas kennen in de jaren tachtig. De Nederlandse Top 40, Nationale Hitparade, TROS Top 50, de Vlaamse VRT Top 30, Vlaamse Ultratop 30 en hun voorlopers kennen La Grange dan ook niet.

### NPO Radio 2 Top 2000
| Nummer met noteringen in de NPO Radio 2 Top 2000 | '15  | '16 | '17 | '18 | '19 | '20 | '21 | '22 | '23 | '24 |
| ------------------------------------------------ | ---- | --- | --- | --- | --- | --- | --- | --- | --- | --- |
| La Grange                                        | 1988 | 504 | 469 | 581 | 518 | 479 | 402 | 402 | 437 | 434 |

1. ↑  Een vetgedrukt getal geeft de hoogste notering aan.
2. ↑  2015 was het eerste jaar met een notering voor dit nummer.